# L'Anticapitaliste
 (juillet 2022).
L'Anticapitaliste, anciennement Tout est à nous !, est le nom de deux publications du Nouveau Parti anticapitaliste – L'Anticapitaliste (NPA) dont le système de presse est composé d'un hebdomadaire et d'une revue mensuelle.
Ces publications militantes vivent sans publicité ni subvention.
L'anticapitaliste diffuse les positions du NPA sur l’actualité sociale et politique nationale et internationale, ses interventions, etc. C’est aussi un outil de formation où l’on peut trouver des arguments (notamment dans les dossiers) sur des questions aussi variés que l'antiracisme, l'éducation, le logement, le féminisme, les LGBTI, la culture, l'écologie, l'international, la jeunesse, l'antifascisme et la santé, ainsi que des comptes rendus des mobilisations.
Le caricaturiste Faujour illustre de nombreux articles dans l'hebdomadaire ainsi que dans la revue.
Toutes les photographies illustrant la presse du NPA proviennent de La Photothèque Rouge.
L'Anticapitaliste est disponible sur abonnement, à la librairie La Brèche et dans tous les événements liés au NPA.

## L'hebdomadaire
L'hebdomadaire comporte 12 pages, le premier numéro est sorti le 25 mars 2009.
Le premier titre de l'hebdomadaire vient du slogan de manifestations : « Tout est à nous, rien n'est à eux / Tout ce qu'ils ont, ils l'ont volé » (dont les paroles, sur la même musique, sont un détournement d'une chanson de Charles Trenet)
Il est tiré à 6 500 exemplaires.
L'hebdomadaire et la revue sont renommés L'Anticapitaliste à la rentrée de septembre 2013, dans le cadre d'un effort de modification de la presse du NPA.
Lors de la scission du NPA en 2022, la revue est conservée par l'ancienne majorité de la plateforme B.

## La revue
Le premier numéro de la revue politico-théorique est paru en mai 2009.
Celle-ci comporte 36 pages et est tirée à 4 000 exemplaires.